# Jill Mikucki
Jill Ann Mikucki es una microbióloga e investigadora antártica estadounidense, conocida por su trabajo en las Cataratas de Sangre que demuestra que los microbios pueden crecer debajo del hielo en ausencia de luz solar.

## Primeros años y educación
Mikucki obtuvo su licenciatura en 1996 en la Universidad de Carolina del Norte, Wilmington, su maestría en 2001 en Portland State University y su doctorado en la Universidad Estatal de Montana en 2005. Su pasión de toda la vida por el frío y la nieve la ayudó a iniciar una carrera en la investigación antártica. Mikucki realizó su investigación de doctorado sobre las Cataratas de Sangre, un paraje de agua rica en óxido de hierro que fluye desde debajo del glaciar Taylor en los valles secos de McMurdo en la Antártida. El trabajo de Mikucki sobre las Cataratas de Sangre fue el primero en describir la microbiología y la geoquímica de la característica.

## Carrera e impacto
Como becaria postdoctoral en la Universidad de Harvard (2006-07) y en Dartmouth College (2008), y profesora en la Universidad de Tennessee, Mikucki continuó su trabajo en las Cataratas de Sangre. Su trabajo demostró que los microbios pueden crecer debajo del hielo en ausencia de luz solar al usar sulfato y hierro para ayudarlos a metabolizar la materia orgánica.  
Su investigación la condujo además al descubrimiento de una red de agua subterránea salada debajo de los valles secos McMurdo de la Antártida, que probablemente sea la fuente de la salida de las Cataratas de Sangre, y un hábitat de microorganismos del subsuelo. El trabajo también significó el primer uso de la resistividad aerotransportada en la Antártida.
Mikucki formó parte del primer equipo en perforar y mostrar un lago subglacial antártico, que demostró la existencia de vida en las profundidades del hielo antártico por primera vez.